# Parrotiopsis
Genre
Parrotiopsis est un genre d'arbustes ou de petits arbres à feuilles caduques de la famille des Hamamelidaceae.

## Liste d'espèces
Selon Catalogue of Life (11 juillet 2014), GRIN (11 juillet 2014) et NCBI (11 juillet 2014) :
- Parrotiopsis jacquemontiana (Decne.) Rehder

Selon The Plant List (11 juillet 2014) et Tropicos (11 juillet 2014) :
- Parrotiopsis involucrata (Falc. ex Nied.) C.K. Schneid.
- Parrotiopsis jacquemontiana (Decne.) Rehder